# Isabelle Mouthon-Michellys
Pour les articles homonymes, voir Mouthon.
Isabelle Mouthon-Michellys, née le 14 juin 1966 à Annecy, est une triathlète française, sœur et coéquipière de Béatrice Mouthon. Elle est double championne du monde de triathlon longue distance et auteure de la meilleure performance française de l'histoire sur Ironman avec une deuxième place en 1995.

## Biographie

### Carrière en triathlon
Isabelle Mouthon-Michellys a en plus de deux titres de championne de France longue distance, huit titres de championne de France sur la distance M (dite distance olympique).
Première Européenne à s'imposer sur le triathlon international de Nice en 1993, devant Sue Latshaw et Béatrice Mouthon, elle est sacrée première championne du monde de la catégorie longue distance en 1994. Cette année-là, elle remporte le triathlon des Goodwill Games de 1994 de Saint-Pétersbourg. Elle est également la première et la seule française à ce jour à s'être hissée sur la deuxième marche du podium du championnat du monde d'Ironman à Kona (Hawaï) organisé par la World Triathlon Corporation en 1995. À part sa sœur, huitième la même année, aucune française n'a réalisé de « Top 10 ». 
En 1996, elle met sa carrière entre parenthèses pour se consacrer à son métier de kinésithérapeute. Elle décide de reprendre en 1997 et se classe cinquième du championnat du monde sur la future distance olympique, alors que ce sport est prévu au programme des Jeux olympiques de Sydney en 2000.
Alors sujette aux critiques la jugeant « cramée », elle réalise l'exploit de réaliser le doublé individuel et par équipe au championnat du monde 2000 à Nice, avec une préparation raccourcie. Le col de Vence la voit perdre de vue la tête de course dans la partie vélo. Elle rattrape sur le semi-marathon la championne du monde en titre danoise, Suzanne Nielsen, puis la Suissesse Natascha Badmann, qui venait de remporter l'Ironman de Kailua-Kona. Le titre par équipe est remporté grâce à la cinquième place d'Hélène Salomon, sa coéquipière au club de l'E.C. Sartrouville Triathlon. Elle participe ensuite au premier triathlon olympique lors des JO 2000. Elle finit à la 7e place en 2 h 2 min 53 s. Sa sœur Béatrice participe aussi aux Jeux cette année-là.

### Point de vue sur l'évolution du triathlon
Isabelle regrette cependant l'entrée de sa discipline parmi les sports olympiques. La distance retenue, correspondant aux épreuves courtes (1,5 km de natation, 40 km de vélo et 10 km de course à pied), est bien loin des distances d'origine de la référence Ironman. Elle pointe du doigt la spécialisation presque nécessaire des triathlètes, choisissant soit la courte soit la longue distance, elle qui a remporté des épreuves dans les deux types de course.
Elle confie après sa reprise en 1997 que la partie course à pied est pour elle la plus difficile, alors que le vélo a déjà sollicité énormément les jambes. À l'époque, elle fait partie des rares triathlètes françaises qui peuvent vivre de leur passion, mais indique gagner dix fois moins que les Américaines et les Australiennes qui dominent la discipline alors. La rémunération est aussi en baisse lors des années olympiques : à cause de la préparation spécifique nécessaire et des besoins de passer certaines épreuves, la triathlète déplore la perte de plusieurs sponsors : « Je vis moins bien de mon sport depuis que le triathlon est olympique ».

### Participation à Fort Boyard
Avec sa sœur, Isabelle participe à l'émission Fort Boyard en mai 1999, dans l'équipe formée par Fabienne Thibeault pour l'association « Enfance et partage », à laquelle elles rapportent 4 423 € (29 010 Francs à l'époque).

### Vie privée
Isabelle Mouthon-Michellys a une sœur jumelle, Béatrice Mouthon. Elles ont toutes deux commencé le triathlon ensemble et sont très proches physiologiquement l'une de l'autre, bien qu'elle ait les meilleurs résultats en course.

## Palmarès
Le tableau présente les résultats les plus significatifs (podium) obtenus sur le circuit national et international de triathlon depuis 1990,.
| Année | Compétition                                      | Pays             | Position           | Temps            |
| ----- | ------------------------------------------------ | ---------------- | ------------------ | ---------------- |
| 2001  | Embrunman                                        | France           | Médaille d'or      | 11 h 54 min 0 s  |
| 2000  | Championnat du monde longue distance par équipes | France           | Médaille d'or      |                  |
| 2000  | Championnat du monde longue distance             | France           | Médaille d'or      | 7 h 4 min 48 s   |
| 2000  | Championnat de France                            | France           | Médaille d'or      | Timing           |
| 1999  | Championnat de France                            | France           | Médaille d'or      | Timing           |
| 1999  | Grand Prix de triathlon - Étape de Rennes        | France           | Médaille d'or      | Timing           |
| 1998  | Grand Prix de triathlon - Étape de Bourges       | France           | Médaille d'or      | Timing           |
| 1998  | Coupe du monde - Classement Général              |                  | Médaille de bronze |                  |
| 1998  | Championnat de France                            | France           | Médaille d'or      | Timing           |
| 1997  | Championnat du monde longue distance par équipes | France           | Médaille d'or      |                  |
| 1997  | Championnat du monde longue distance             | France           | Médaille d'argent  | 6 h 21 min 23 s  |
| 1997  | Coupe du monde - Classement Général              |                  | Médaille de bronze |                  |
| 1997  | Championnat de France                            | France           | Médaille d'or      | Timing           |
| 1995  | Coupe du monde - Classement Général              |                  | Médaille d'argent  |                  |
| 1995  | Championnat d'Europe                             | Suède            | Médaille d'or      | 1 h 59 min 32 s  |
| 1995  | Ironman - Championnat du monde à Kailua-Kona     | États-Unis       | Médaille d'argent  | 9 h 25 min 13 s  |
| 1995  | Championnat de France longue distance            | France           | Médaille d'or      | Timing           |
| 1994  | Championnat du monde longue distance par équipes | France           | Médaille d'or      |                  |
| 1994  | Championnat d'Europe                             | Allemagne        | Médaille de bronze | 2 h 5 min 58 s   |
| 1994  | Championnat d'Europe moyenne distance            | Slovénie         | Médaille d'or      | Timing           |
| 1994  | Championnat du monde longue distance             | France           | Médaille d'or      | Timing           |
| 1994  | Goodwill Games                                   | Russie           | Médaille d'or      | 2 h 9 min 34 s 8 |
| 1993  | Championnat de France                            | France           | Médaille d'or      | Timing           |
| 1993  | Triathlon international de Nice                  | France           | Médaille d'or      | 6 h 44 min 36 s  |
| 1992  | Ironman New Zealand                              | Nouvelle-Zélande | Médaille d'argent  | 10 h 6 min 22 s  |
| 1992  | Championnat de France                            | France           | Médaille d'or      | Timing           |
| 1991  | Championnat d'Europe courte distance             | Suisse           | Médaille d'or      | 2 h 7 min 52 s   |
| 1991  | Championnat de France                            | France           | Médaille d'or      | Timing           |
| 1990  | Championnat d'Europe moyenne distance            | Allemagne        | Médaille d'or      | Timing           |
| 1990  | Championnat d'Europe                             | Autriche         | Médaille de bronze | 2 h 7 min 35 s   |
| 1990  | Championnat de France                            | France           | Médaille d'or      | Timing           |